# Oľšavce
Oľšavce – wieś (obec) na Słowacji położona w kraju preszowskim, w powiecie Bardejów. Pierwsze wzmianki o miejscowości pochodzą z roku 1383.
Według danych z dnia 31 grudnia 2010, wieś zamieszkiwały 162 osoby, w tym 74 kobiety i 88 mężczyzn.
W 2001 roku względem narodowości i przynależności etnicznej Słowacy stanowili 99,42% populacji, a Ukraińcy 0,58%.
Ze względu na wyznawaną religię struktura mieszkańców kształtowała się w 2001 roku następująco:
- Katolicy rzymscy – 38,37%
- Grekokatolicy – 2,33%
- Ewangelicy – 59,30%